# 大勒尔斯多夫
大勒尔斯多夫（德語：Großröhrsdorf，發音：[ˌɡʁoːsˈʁøːʁsdɔʁf] ⓘ）是德国萨克森州包岑县的城市，面积40.94平方千米，2023年12月31日人口为9,672人。2017年1月1日，市镇布雷特尼希-豪斯瓦尔德并入大勒尔斯多夫。